# 루이지애나 아이스게이터스 (ECHL)
| 루이지애나 아이스게이터스 | |
| 콘퍼런스                  | 남부 콘퍼런스 (1997년~2003년) 서부 콘퍼런스 (2003년~2005년)                                                     |
| 디비전                    | 사우스 디비전 (1995년~1997년) (2004년~2005년) 사우스웨스트 디비전 (1997년~2003년) 센트럴 디비전 (2003년~2004년) |
| 설립연도                  | 1995년 |
| 해체연도                  | 2005년 |
| 역사                      | 루이지애나 아이스게이터스 (1995년~2005년)                                                                       |
| 경기장                    | 케이준돔 |
| 연고지                    | 루이지애나주 라피엣                                                                                             |
| 상징색                    | 초록, 검정, 하양, 금                                                                                            |
| 구단주                    | |
| 단장                      | |
| 감독                      | |
| NHL 제휴                  | |
| AHL 제휴                  | |
| 정규시즌 우승             | 2 (1998, 2002)                                                                                                  |
| 콘퍼런스 우승             | 2 (1997, 2000)                                                                                                  |
| 디비전 우승               | 8 (1996, 1998, 1999, 2000, 2001, 2002, 2003, 2004)                                                              |
| 켈리 컵                   | |
| 영구 결번                 | |

루이지애나 아이스게이터스(Louisiana IceGators)는 미국 루이지애나주 라피엣을 연고지로 하는 1995년부터 2005년까지 ECHL 소속되었던 아이스 하키팀이다.

## 역대 홈경기장
| 경기장                    | 사용기간      | 수용인원 | 장소                | 비고 |
| ------------------------- | ------------- | -------- | ------------------- | ---- |
| 루이지애나 아이스게이터스 |               |          |                     |      |
| 케이준돔                  | 1995년~2005년 | 11,433명 | 루이지애나주 라피엣 | 빈칸 |